# Cyprinodon veronicae
El cachorrito de charco azul (Cyprinodon veronicae) es una especie de pez dulceacuícola endémica de un manantial en el estado de Nuevo León. Hay evidencia que permite suponer que esta especie se encuentra extinta en la naturaleza.

## Clasificación y descripción
Era un pez de la familia Cyprinodontidae del orden Cypriniformes. Su cuerpo estaba fuertemente comprimido y semirromboide, con la cabeza grande subcónica, hocico casi romo y ojo grande. El cuerpo de los machos era color azul violeta con 6 a 7 barras difusas, las hembras presentaban un ocelo en forma de media luna en la aleta dorsal. La talla máxima que alcanzaba este pez era de 47.7 mm de longitud patrón. Los machos podían alcanzar los 5,5 cm de longitud total.

## Distribución
Este pez era endémico del ojo de agua Charco Azul, bolsón de Sandía, municipio de Aramberri en el estado de Nuevo León.

## Ambiente
La única localidad conocida de esta especie (Charco Azul), se encontraba en una zona árida a 1600 m s. n. m. Los charcos recibían agua fresca de manantiales. El fondo era lodoso y con vegetación acuática compuesta de Ceratophyllum, Potamogeton, Typha, entre otros.

## Estado de conservación
Esta especie se considera extinta, ya que el manantial en donde habitaba se secó en el año de 1996. Sin embargo, su estado de riesgo no ha sido actualizado tanto en la Norma Oficial Mexicana 059 (NOM-059-SEMARNAT-2010) en la que aparece listada como “En Peligro de Extinción”, como en la Lista Roja de la Unión Internacional para la Conservación de la Naturaleza (UICN) se encuentra considerada como en Peligro Crítico.